# Tappi Tíkarrass
Tappi Tíkarrass (Та́ппі Ті́каррасс) — ісландський панк/поп-гурт, що використовував елементи фанку, диско та джазу. Гурт відомий також як перший проєкт співачки Бйорк.

## Учасники
Кінцевий склад
- Бйорк Ґудмундсдоттір (Björk Guðmundsdóttir)
- Якоб Смарі Маґнуссон (Jakob Smári Magnússon)
- Ейолфур Йоганнссон (Eyólfur Jóhannsson)
- Ґуннар Ф. Сіґурб'ярнасон (Gunnar F. Sigurbjarnason)

Колишні
- Ейтор Арнальдс (Eyþór Arnalds)
- Оддур Ф. Сіґурб'ярнасон (Oddur F. Sigurbjarnason)

## Дискографія
EP
- 1982 — Bítið Fast í Vítið (Spor)

Альбоми
- 1983 — Miranda (Gramm)

Участі
- 1982 — Rokk í Reykjavík (Hugrenningur), саундтрек до документального фільму Фрідріка Тора Фрідрікссона.
- 1984 — Satt 3 (Satt), ісландська компіляція.
- 1998 — Nælur (Spor), ісландська компіляція.

Фільми
- 1982 — Rokk í Reykjavík (Íslenska kvikmyndasamsteypan), документальний фільм Фрідріка Тора Фрідрікссона.
- 1983 — Nýtt Líf (Nýtt Líf ehf.), фільм Трайнна Бертелссона.
- 2003 — Inside Björk (One Little Indian), ретроспективний документальний фільм Бйорк.